# Saharaspis ceardi
Saharaspis ceardi är en insektsart som först beskrevs av Alfred Serge Balachowsky 1928.  Saharaspis ceardi ingår i släktet Saharaspis och familjen pansarsköldlöss. Inga underarter finns listade i Catalogue of Life.